# Antvarden (Gärdserums socken, Småland)
Antvarden är en sjö i  Gärdserums socken, Åtvidabergs kommun och Dalhems socken, Västerviks kommun i Småland söder om Mosshult och ingår i Storåns huvudavrinningsområde. Sjön har en area på 1,59 kvadratkilometer och ligger 125,6 meter över havet. Sjön avvattnas av vattendraget Sågbäcken. Märkligt nog finns omkr 5 km mot OSO, intill Ekevik i Ukna socken och helt inom Västerviks kommun, en annan sjö med samma namn.

## Delavrinningsområde
Antvarden ingår i det delavrinningsområde (644191-151821) som SMHI kallar för Utloppet av Antvarden. Medelhöjden är 140 meter över havet och ytan är 15,21 kvadratkilometer. Det finns inga avrinningsområden uppströms utan avrinningsområdet är högsta punkten. Sågbäcken som avvattnar avrinningsområdet har biflödesordning 2, vilket innebär att vattnet flödar genom totalt 2 vattendrag innan det når havet efter 38 kilometer. Avrinningsområdet består mestadels av skog (71 procent). Avrinningsområdet har 1,98 kvadratkilometer vattenytor vilket ger det en sjöprocent på 13 procent.